# Halifax (West Yorkshire)
Halifax is een stad in het bestuurlijke gebied Calderdale, in het Engelse graafschap West Yorkshire. De plaats telt circa 82.000 inwoners. 

## Geografie
Halifax ligt in het zuidoosten van het hoogveengebied van het zuidelijk Penninisch Gebergte. De Calder stroomt door de stad.

## Bezienswaardigheden

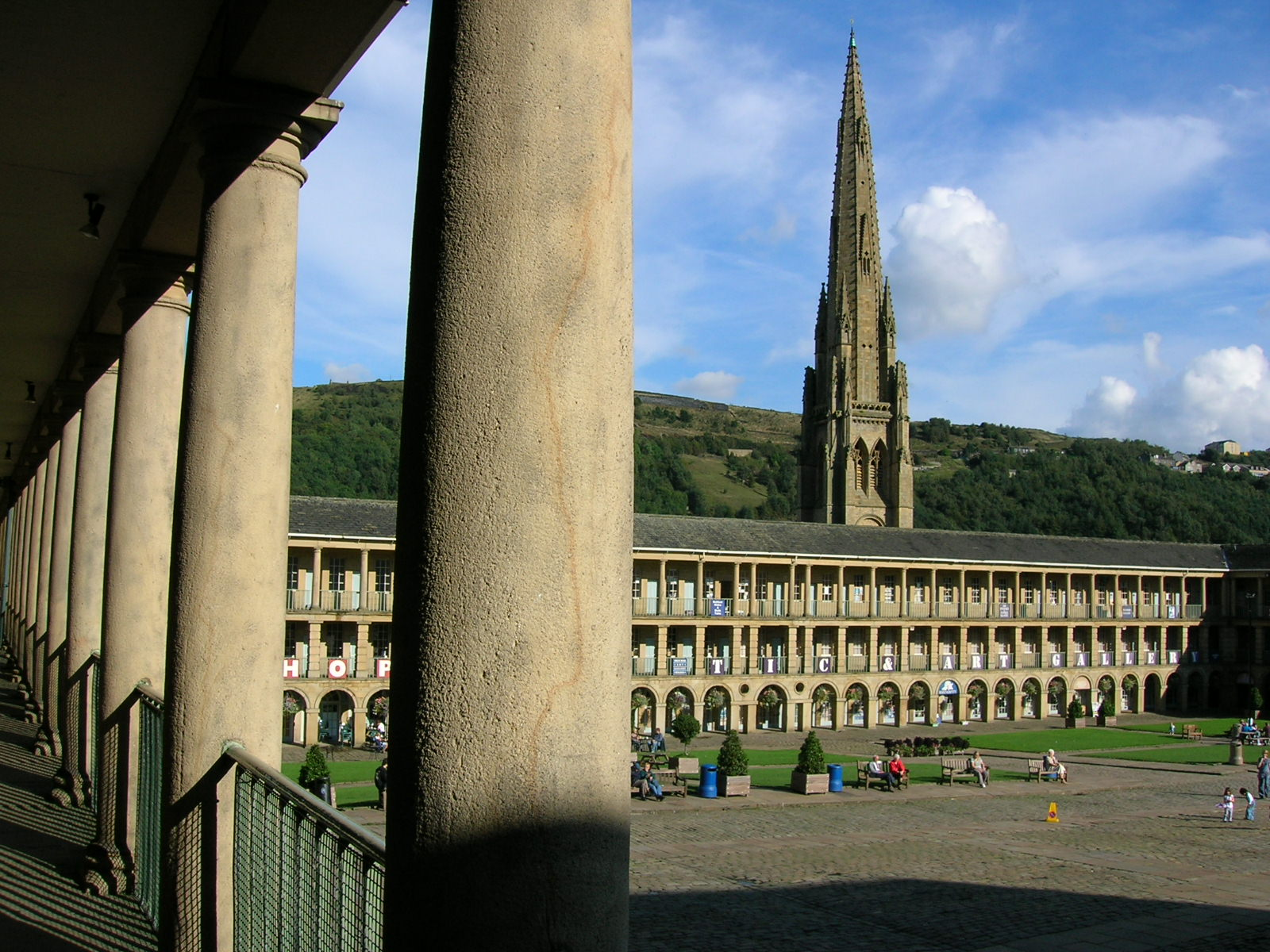
Piece Hall in Halifax

- Piece Hall, de voormalige lakenhal, werd geopend op 1 januari 1779. Na de mechanisatie van de lakenindustrie werd het een voedingsmarkt. Nu zijn er talrijke winkeltjes, voornamelijk met ambachtelijke producten.
- Het 15e-eeuwse munster, toegewijd aan Johannes de Doper.
- Het marktplein met victoriaanse gebouwen.
- De Dean Clough Mill, werd gebouwd in de jaren 1840-1860 en was ooit de grootste tapijtfabriek ter wereld; In de jaren 1980 werd het gebouw omgevormd tot een businesspark.
- De victoriaanse North Bridge, in neo-gotische stijl, uit steen en staal over de Hebble
- Het stadhuis (Halifax Town Hall), een ontwerp van Charles Barry.
- Borough Market, een overdekt marktplein in het centrum.
- De Wainhouse Tower een laat-victoriaanse folly, oorspronkelijk bedoeld als schoorsteen voor een textielververij, gebouwd tussen 1871 en 1875; toen de fabriek in 1874 werd verkocht weigerde de nieuwe eigenaar de constructie over te nemen en af te bouwen, waardoor het een folly werd. Het is de hoogste folly ter wereld.
- De Halifax Gibbet, een replica van een middeleeuwse guillotine die op de originele stenen verhoging van de executieplaats is opgesteld. Tussen 1256 en 1650 werden met het origineel bijna 100 mensen onthoofd.

## Economie
Halifax is de stichtingsplaats van de Halifax-Bank, sinds 2008 deel van de Lloyds Banking Group
Snoepfabricage is sinds 1890 een groeiende activiteit. Het familiebedrijf van John Mackintosh, dat in 1969 fusioneerde met Rowntree en in 1988 door Nestlé werd overgenomen produceert verscheidene soorten zoetigheden, waaronder het bekende Quality Street.
Vroeger was Halifax een industriestad met machinebouw, textielindustrie en tapijtweverijen als kernactiviteiten.

## Partnerstad
- Aachen, Duitsland

## Sport
- De plaatselijke voetbalclub heet Halifax Town AFC en speelt in het stadion The Shay.
- Rugby League-club Halifax RLFC

## Bekende personen uit Halifax
- Nick Holmes (1971), zanger (Paradise Lost)
- Ed Sheeran (1991), singer-songwriter

## Geboren
- Anne Lister (1791-1840), bergbeklimster, dagboekschrijfster (“eerste moderne lesbienne” in  Verenigd Koninkrijk)
- Christopher Ward (1836-1900), entomoloog
- George Dyson (1883-1964), componist
- John Christie (1899-1953), seriemoordenaar
- Oliver Smithies (1925-2017), geneticus en Nobelprijswinnaar (2007)
- Avril Elgar (1932-2021), actrice
- John E. Walker (1941), scheikundige en Nobelprijswinnaar (1997)
- Carolyn Pickles (1952), actrice
- Joe Duttine (1970), acteur
- Claire Cooper (1980), actrice
- Ed Sheeran (1991), singer/songwriter